# جین بتکه الشتین
جین بتکه الشتین (به انگلیسی: Jean Bethke Elshtain) (زاده ۶ ژانویه ۱۹۴۱ - درگذشته ۱۱ اگوست ۲۰۱۳) فیلسوف و متفکر آمریکایی و استاد دانشگاه شیکاگو بود. عمده شهرت وی به سبب مطالعاتش در خصوص «جنگ عادلانه» بود. همین ایده بود که جنگ علیه تروریسم را برای محافظه کاران دولت بوش توجیه می کرد و بر همین اساس الشتین از مدافعان حمله دولت بوش آمریکا به عراق و افغانستان بود.